# Liste der Auslandsvertretungen von Honduras

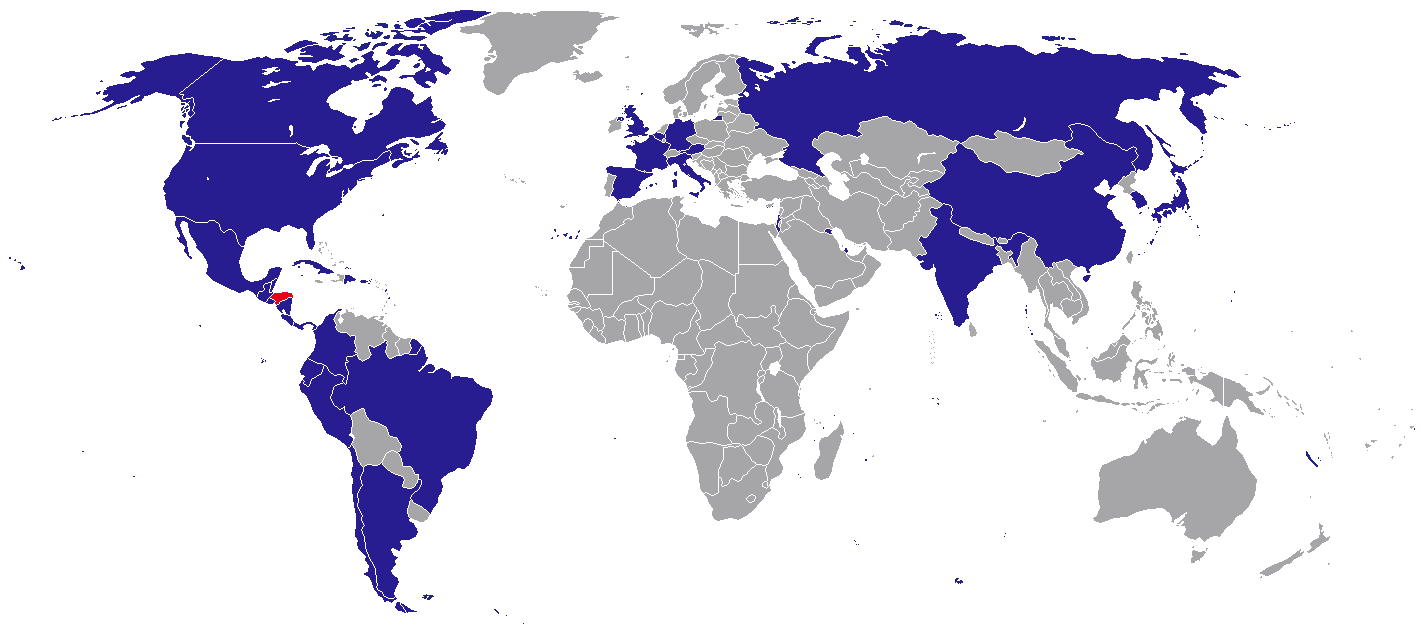
Standorte der diplomatischen Vertretungen von Honduras

Dies ist eine Liste der diplomatischen und konsularischen Vertretungen von Honduras.

## Diplomatische und konsularische Vertretungen

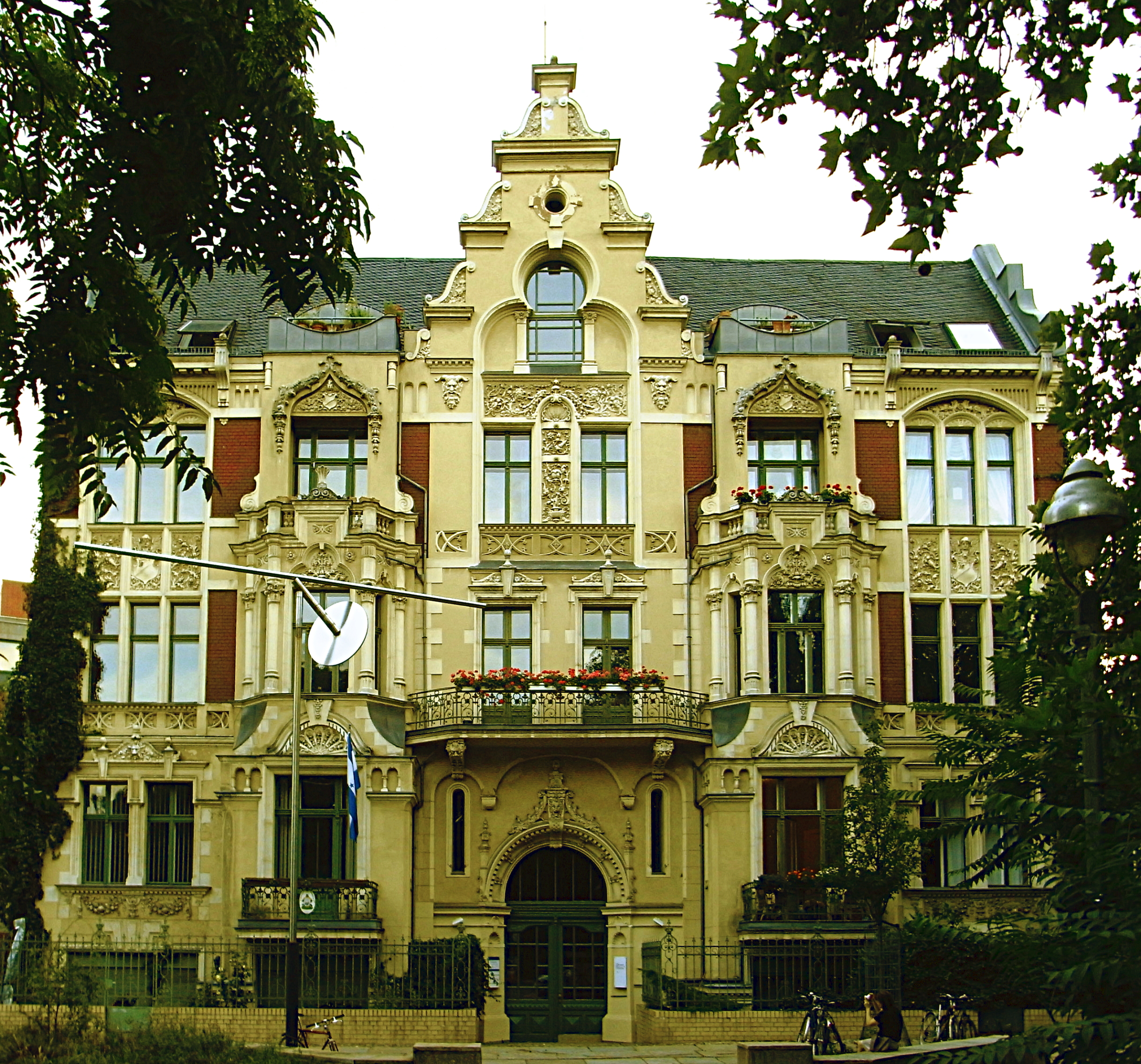
Honduranische Botschaft in Berlin

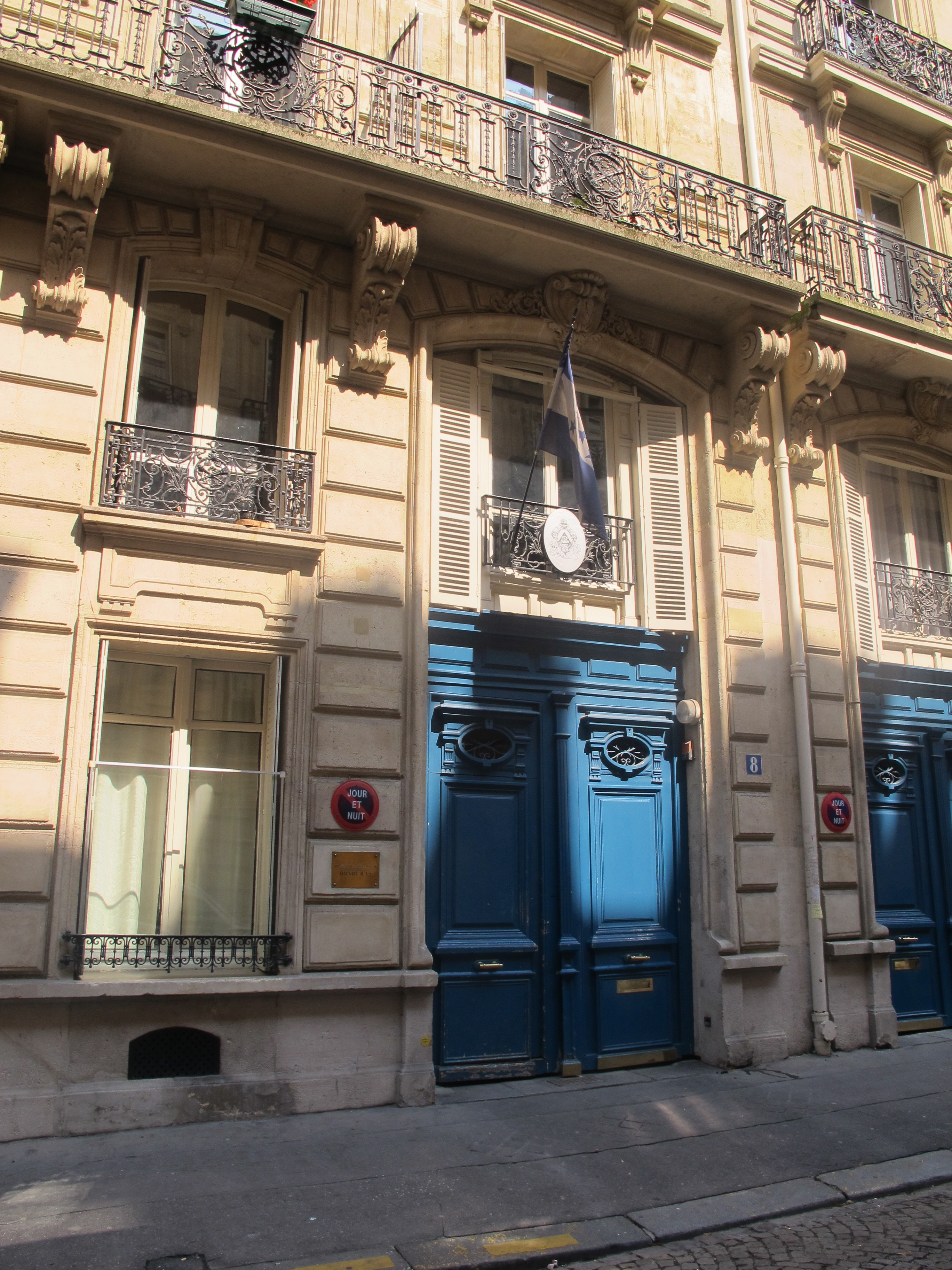
Honduranische Botschaft in Paris

### Asien
| - Volksrepublik China: Peking, Botschaft - Israel: Tel Aviv, Botschaft - Japan: Tokyo, Botschaft - Kuwait: Kuwait, Botschaft | - Südkorea: Seoul |

### Europa
| - Belgien: Brüssel, Botschaft - Deutschland: Berlin, Botschaft - Frankreich: Paris, Botschaft - Italien: Rom, Botschaft - Italien: Mailand, Generalkonsulat | - Russland: Moskau, Botschaft - Spanien: Madrid, Botschaft - Spanien: Barcelona, Generalkonsulat - Vereinigtes Königreich: London, Botschaft |

### Nordamerika
| - Belize: Belize City, Botschaft - Costa Rica: San José, Botschaft - Dominikanische Republik: Santo Domingo, Botschaft - El Salvador: San Salvador, Botschaft - Guatemala: Guatemala-Stadt, Botschaft - Kanada: Ottawa, Botschaft - Kanada: Montreal, Generalkonsulat - Kuba: Havanna, Botschaft - Mexiko: Mexiko-Stadt, Botschaft - Mexiko: San Luis Potosí, Generalkonsulat - Mexiko: Tapachula, Generalkonsulat - Mexiko: Veracruz, Generalkonsulat - Mexiko: Acayucan, Konsulat - Mexiko: Saltillo, Konsulat - Mexiko: Tenosique, Konsulat | - Nicaragua: Managua, Botschaft - Panama: Panama-Stadt, Botschaft - Vereinigte Staaten: Washington, D.C., Botschaft - Vereinigte Staaten: Atlanta, Generalkonsulat - Vereinigte Staaten: Aurora, Generalkonsulat - Vereinigte Staaten: Boston, Generalkonsulat - Vereinigte Staaten: Chicago, Generalkonsulat - Vereinigte Staaten: Dallas, Generalkonsulat - Vereinigte Staaten: Houston, Generalkonsulat - Vereinigte Staaten: Los Angeles, Generalkonsulat - Vereinigte Staaten: Dallas, Generalkonsulat - Vereinigte Staaten: McAllen, Generalkonsulat - Vereinigte Staaten: Miami, Generalkonsulat - Vereinigte Staaten: New Orleans, Generalkonsulat - Vereinigte Staaten: New York, Generalkonsulat - Vereinigte Staaten: San Francisco, Generalkonsulat |

### Südamerika
| - Argentinien: Buenos Aires, Botschaft - Brasilien: Brasília, Botschaft - Chile: Santiago de Chile, Botschaft - Ecuador: Quito, Botschaft | - Kolumbien: Bogotá, Botschaft - Peru: Lima, Botschaft - Venezuela: Caracas, Botschaft |

## Vertretungen bei internationalen Organisationen
- Vereinte Nationen: New York, Ständige Mission
- Vereinte Nationen: Genf, Ständige Mission
- OAS: Washington, D.C., Ständige Mission
- Europäische Union: Brüssel, Mission
- UNESCO: Paris, Ständige Mission
- FAO: Rom, Ständige Mission
- Heiliger Stuhl: Vatikanstadt, Botschaft